# Żupałkowate
Żupałkowate (Ascalaphidae) – rodzina dużych lub średniej wielkości owadów z rzędu sieciarek (Neuroptera) blisko spokrewniona z mrówkolwowatymi (Myrmeleontidae). Obejmuje 400–450 współcześnie żyjących gatunków rozprzestrzenionych po całym świecie. Większość z nich występuje w strefie tropikalnej i subtropikalnej. 
W rodzinie Ascalaphidae wyróżniono około 65 rodzajów zgrupowanych w podrodzinach:
- Albardiinae
- Ascalaphinae
- Haplogleniinae

Typem nomenklatorycznym rodziny jest rodzaj Ascalaphus.
Do Albardiinae zaliczany jest tylko jeden gatunek Albardia furcata występujący w Brazylii. Pozostałe dwie podrodziny, różniące się głównie budową oczu, są szeroko rozprzestrzenione, przy czym większość znanych gatunków żupałkowatych zaliczono do podrodziny Ascalaphinae.
Wyglądem i sposobem polowania żupałkowate przypominają ważki, z tą różnicą, że czułki żupałkowatych są wyraźnie dłuższe i zazwyczaj buławkowato zakończone. Jedynie Albardiinae mają krótkie czułki. Larwy żupałkowatych są podobne do larw mrówkolwowatych.
Sieciarki zaliczane do tej rodziny mają szeroką głowę, bardzo duże oczy, u Ascalaphinae podzielone poprzecznie na dwie części, oraz cienkie czułki. Większość jest mocno owłosiona. Ich cykl rozwojowy trwa 1–2 lata. Są wśród nich liczne gatunki sprawnie latających, niewybrednych drapieżców. U niektórych stwierdzono zdolność widzenia w zakresie ultrafioletu.
Jeden gatunek z tej rodziny (Libelloides macaronius) został zaliczony do fauny Polski, ale informacja ta, pochodząca z 1919 roku, wobec braku dokładnej lokalizacji podawana jest w wątpliwość. Nie stwierdzono również późniejszych wystąpień tej sieciarki na obszarze Polski.